# Dolkun Isa
Dolkun Isa (en uigur: دولقۇن ئەيسا, Долқун Ейса; en xinès: 多里坤·艾沙; nascut el 2 de setembre del 1967) és un polític i activista de la Regió Autònoma Uigur de Xinjiang, també coneguda com a Uiguristan, i que pertany a la Xina. Isa és el tercer i actual president del World Uyghur Congress (associació que representa els interessos del poble uigur) i vicepresident de l'Organització de Nacions i Pobles No Representats. El 1988, quan estava estudiant a la Universitat de Xinjiang, va liderar la manifestació d'estudiants a Ürümchi en contra de la discriminació del poble uigur, la qual cosa li va suposar l'expulsió de la universitat i més tard es va haver d'exiliar a Alemanya.